# 奥古斯特·罗朗
奥古斯特·罗朗（法語：Auguste Laurent，1807年11月14日—1853年4月23日），法国有机化学家。出生于朗格爾，卒于巴黎。曾发现蒽、蒽醌、邻苯二甲酸、邻苯二甲酸酐、䓛、芘和靛红等多种物质。同热拉尔（Charles Fréderic Gerhardt）一起更准确地说明了分子和原子的概念。